# Spaced learning
Spaced learning (Навчання з перервами, сталого перекладу немає) — методика навчання, за якою тема вивчається трьома блоками, між якими робиться дві десятихвилинних перерви для рухової активності. Методика заснована на механізмі формування довготривалої пам'яті, описаної Дугласом Філдз в журналі Scientific American . Відкриття Філдза було використано Полом Келлі, творцем методу Spaced learning, директором Monkseaton High School (школа на північному сході Англії, в якій навчається близько 800 учнів 13 — 18 років).
Створення довгострокової пам'яті — основа будь-якого навчання. У 2005 році в журналі Scientific American було опубліковано дослідження, присвячене неврологічному механізму формування довгострокової пам'яті. Метод Spaced Learning заснований на даних цього дослідження і покликаний змінити методику навчання школярів на основі нових наукових даних.

## Неврологічні дані
Дуглас Філдс (Douglas Fields) з національного інституту дитячого здоров'я та розвитку (National Institute of Child Health and Human Development) в США був головою дослідницької групи, яка вивчала неврологічні процеси, що відповідають за запам'ятовування. Результатом дослідження був опис процесу формування пам'яті, а також того, як можна забезпечити запам'ятовування інформації.
Пам'ять з фізіологічної точки зору — ланцюжки клітин у мозку. Дослідницька група Філдза дослідним шляхом вивчала процес формування цих ланцюжків. Вони зосередилися на тому, як клітина включається в ланцюжок і з'єднується з іншими клітинами. Експерименти підтвердили, що на клітини мозку впливає те, як саме на них діють.
Постійна стимуляція клітин не включала механізм формування зв'язків. Періоди стимуляції повинні були перериватися періодами спокою. Прорив стався, коли дослідники усвідомили, що важливим фактором є час. Тривалість стимуляції виявилася не важливою, важливим виявився період спокою.

## Розробка методу
Структура занять за методом Spaced Learning заснована на дослідженні Філдза. Три періоди стимуляції розділені двома десятихвилинними перервами наступним чином:
- викладач пропонує учням головні факти та пояснення
- десятихвилинну перерву
- викладач пропонує учням головні факти та пояснення
- десятихвилинну перерву
- викладач пропонує учням головні факти та пояснення

Такий підхід був розроблений Полом Келлі і Анжелою Бредлі і вперше описаний в книзі Келлі Making Minds

## Зміст уроку
Пояснення вчителя містить факти та пояснення з досліджуваної теми, зазвичай в набагато більшому обсязі, ніж при традиційному навчанні. У першій частині заняття інформація дається в дуже швидкому темпі, але в другій і третій частині бажано велика задіяність учня. Наприклад, у другій частині перевіряється розуміння інформації, отриманої на початку заняття. У відеоприкладі, вміщеному на сайті Monkseaton High School, для представлення нової інформації використовується презентації, створені в PowerPoint, але то не єдина можлива форма подачі матеріалу.

### Зміст перерв
Заняття переривається два рази по десять хвилин. Важливо, що в цей час не можна стимулювати ланцюжки пам'яті, які формуються. Тому необхідно зайняти учнів справами, ніяк не пов'язаними з предметом, що вивчаються в даний момент. Найефективніший спосіб розвантажити голову — фізична активність, що вимагає координації рухів, наприклад жонглювання. Така діяльність займає частини мозку, що відповідають за координацію рухів, не використовувані під час уроку. Це підвищує ймовірність того, що інша частина мозку відпочине і ланцюжки пам'яті сформуються.
Інші види діяльності:
- ігри зі словами, такі як популярна американська гра Taboo (слова, не пов'язані з утриманням уроку);
- ігри з числами, такі як судоку;
- оригамі;
- ігри типу «їстівне — неїстівне»;
- ігри на реакцію, наприклад, гра на вибування зі стільцями (гравців більше, ніж стільців);
- пластилін та інші види ліплення та моделювання.

## Spaced Learning і механізм згадування
Якщо людина не може щось згадати, значить ланцюжок пам'яті не використовувався досить часто, вона не є важливою для мозку і не зміцнюється. Повторна стимуляція ланцюжка пам'яті показує її важливість і допомагає мозку швидше її знайти, коли нам потрібна інформація з цього ланцюжка пам'яті. Spaced Learning допомагає як запам'ятовувати нову інформацію, так і закріплювати стару.

## Поширення через Інтернет
У 2011 році в мережі Інтернет був розміщений зразок уроку за методикою Spaced learning та додаткові матеріали до заняття (www.monkseaton.org.uk [Архівовано 1 квітня 2022 у Wayback Machine.](англ.)). Додаткові матеріали включають коментарі учнів і викладачів. Навчання за методом Spaced learning значно відрізняється від методик, що використовуються традиційною шкільною освітою. Інформація подається дуже інтенсивно, але засвоюється учнями.
Версія, розміщена на сайті Monkseaton High School, пізніше була доповнена, і був створений онлайн-ресурс ( [Архівовано 25 квітня 2012 у Wayback Machine.](англ.)), присвячений Spaced Learning. Матеріали поширюються вільно і доступні безкоштовно.

## Схожі терміни
Spaced learning не слід плутати з spaced training (тренінг з перервами) і massed training (масований тренінг). Перший означає повторюване навчання з перервами в часі, а другий — навчання одним блоком. Дослідження Філда розвивають традиційний метод навчання повторенням завдяки тому, що стало можливим точніше визначити періодичність і тривалість занять і перерв завдяки знанню клітинних процесів.